# BOB HG 3/3 1–6
Die HG 3/3 1–6 waren schmalspurige Tenderlokomotiven mit Adhäsions- und Zahnradantrieb der Berner Oberland-Bahn (BOB) in der Schweiz. Bis 1902 trugen sie die Bezeichnung HG 3 1–6.

## Geschichte
Zur Betriebseröffnung im Jahr 1890 beschaffte die BOB bei der Schweizerischen Lokomotiv- und Maschinenfabrik (SLM) in Winterthur vier Dreikupplerlokomotiven HG 3/3 1–4 mit getrenntem Zahnrad- und Adhäsionsantrieb. 1893 wurden zwei weitere Maschinen mit den Nummern 5 und 6 nachgeliefert.
Ursprünglich hatte man wie bei der benachbarten Brünigbahn die Beschaffung zweier Lokomotivtypen ins Auge gefasst. Auf der Strecke Interlaken–Lauterbrunnen wären Adhäsionslokomotiven eingesetzt worden, zwischen Zweilütschinen und Grindelwald Lokomotiven mit Adhäsions- und Zahnradantrieb. Der nachträgliche Entscheid zum Einbau von Zahnstangen auf der Teilstück nach Lauterbrunnen führte zum Verzicht der Beschaffung reiner Adhäsionslokomotiven.

## Technische Beschreibung

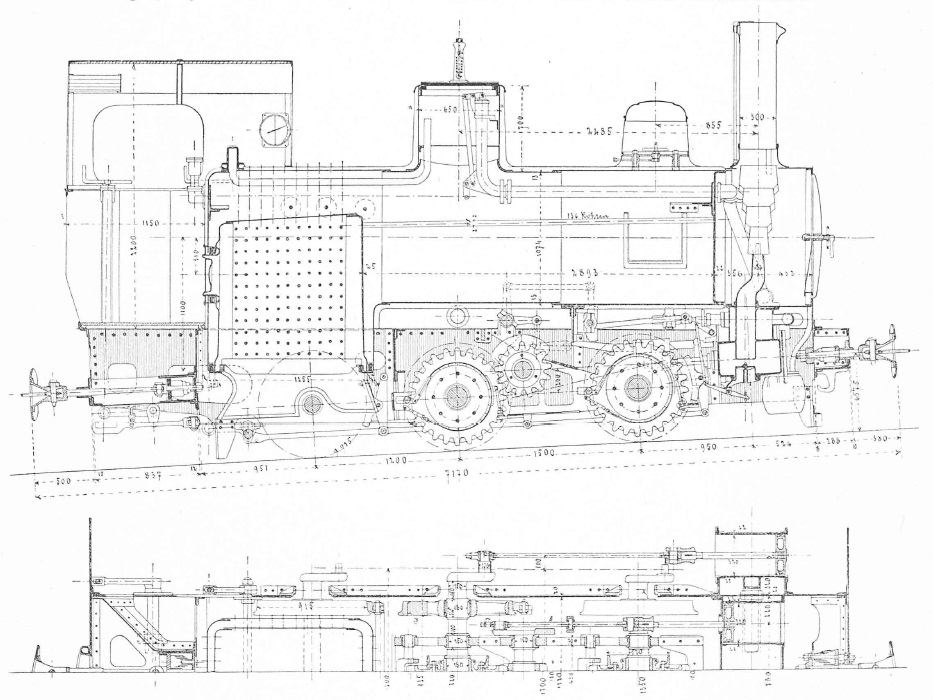
Typenskizze

Lokomotive HG 3/3 Nr. 1

Die beiden dem Zahnradantrieb dienenden Innentriebwerke waren in einem Barrenrahmen untergebracht, der sich auf zwei Adhäsionsachsen abstützte, womit der Zahneingriff nicht vom Federspiel beeinflusst wurde. Damit für das Innentriebwerk genügend Platz blieb, wurden Aussenrahmen verwendet. Der Kessel war 5 Prozent nach vorne geneigt. Die Adhäsionstriebwerke befanden sich ausserhalb des Rahmens und trieben die zweite Achse an, die  mit Hallsche Kurbeln mit den anderen Kuppelachsen verbunden war.
Die Aussentriebwerke waren mit Heusinger-Steuerung, modifiziert nach Belpaire, ausgestattet. Dabei wurden die Kulissen nicht durch Exzenter, sondern von unter dem Kessel durchgeführten Querwellen vom um 90° versetzten Triebwerk der anderen Lokomotivseite angetrieben, die Voreilbewegung aber vom eigenen Triebwerk abgenommen. Die vom Zahnradtriebwerk angetriebene Kurbelwelle griff mit einer Übersetzung von 1 : 1,84 auf das Triebzahnrad ein, das lose auf der mittleren Kuppelachse gelagert war. Der unmittelbare Antrieb des Triebzahnrads durch das Zahnritzel führte zu grossem Verschleiss. Die Steuerung erfolgte nach dem System Joy. Diese wurde an der ersten Teilserie in den Jahren 1894/95 nach dem Vorbild der Nummern 5 und 6 verbessert und verstärkt. Die Zylinder beider Triebwerke arbeiteten mit Frischdampf ohne Verbundwirkung, was auf den Zahnstangenabschnitten an die Leistungsfähigkeit des Kessels grosse Anforderungen stellte. Die lebhafte Feueranfachung mit zwölf Auspuffschlägen pro Umdrehung der Adhäsionsachsen vermochte aber die notwendige Dampfentfachung auf den verhältnismässig kurzen Zahnstangenstrecken aufzubringen. Die Bedienung des Adhäsions- und des Zahnradtriebwerks erfolgte über eine gemeinsame Schraube mit Handrad.
Als Betriebsbremse wurde auf Gefällen über 25 Promille auf Adhäsions- und Zahnstangenabschnitten die Gegendruckbremse verwendet. Für Notfälle stand eine auf das Bremszahnrad wirkende Handbremse zur Verfügung. Eine ebenfalls mit einer Handspindel bediente und auf die Adhäsionsräder wirkende Klotzbremse wurde zum Anhalten des Zuges in Bahnhöfen und beim Rangieren benutzt. Der Zug wurde mit Federbremse System Klose verzögert, die mit Dampf ausgelöst wurde.
Die Maschinen waren mit Haushälter-Geschwindigkeitmessern, Einrichtung für Dampfheizung, Dampfsandstreuer und Steifkupplung mit Kuppeleisen und Stecknägel ausgestattet. Nummer 5 erhielt im Jahr 1911 einen Schmidt-Überhitzer eingebaut.
Das bei der nächsten Lokomotivserie HG 3/3 7–10 angewandte System Winterthur führte zur wesentlichen Vereinfachung und Verbesserung des Zahnradantriebs.

## Betrieb und Verbleib

Zug mit der hier beschriebenen HG 3/3 in Lütschental

Die Lokomotiven beförderten eine Anhängelast von 45 Tonnen auf 120 Promille Steigung mit 9 km/h beziehungsweise 90 Tonnen auf 25 Promille mit 25 km/h.
Nach der Elektrifizierung der Berner Oberland-Bahn im Jahr 1914 wurde ein Grossteil der Dampflokomotiven überflüssig. Nummer 1, 3 und 6 wurden von der SLM auf eine Spurweite von 950 mm umgebaut und 1915 der italienischen Mediterranea-Calabro-Lucane (MCL) verkauft. Die MCL setzte die Zahnradlokomotiven von 1916 bis 1937 als Reihe 250 mit den Nummern 251, 252 und 253 auf der Strecke Lagonegro–Spezzano Albanese ein. In den frühen 1960er-Jahren wurden sie verschrottet. Die Nummern 2 und 4 kam nach dem Ausbau des Zahnradtriebwerks 1914 zur elektrifizierten  Chur-Arosa-Bahn. Nach einem kurzen Einsatz im Güterverkehr wurde Nummer 4 im Jahr 1918 der Lonza in Thusis und Nummer 2 1920 den Bündner Kraftwerken verkauft. Die Heissdampflokomotive Nummer 5 blieb bis 1956 als fahrdrahtunabhängige Reserve bei der BOB.
| Betriebs- nummer | Inbetrieb- nahme | Verbleib                                   |
| ---------------- | ---------------- | ------------------------------------------ |
| 1                | 1890             | 1915 nach Italien, Abbruch 1937            |
| 2                | 1890             | 1920 an Bündner Kraftwerke Küblis, Abbruch |
| 3                | 1890             | 1915 nach Italien, 1937 Abbruch            |
| 4                | 1890             | 1918 an Lonza Werke Thusis, Abbruch        |
| 5                | 1893             | Umbau 1911, Abbruch 1956                   |
| 6                | 1893             | 1915 nach Italien, Abbruch 1937            |